# Asparagus brachiatus
Asparagus brachiatus är en sparrisväxtart som beskrevs av Mats Thulin. Asparagus brachiatus ingår i släktet sparrisar, och familjen sparrisväxter.
Artens utbredningsområde är Somalia. Inga underarter finns listade i Catalogue of Life.